# Colin Matthews
Colin Matthews (Londen, 13 februari 1946) is een Brits componist, de jongere broer van David Matthews, eveneens componist.

## Levensloop
Colin Matthews studeerde aan de Universiteit van Nottingham, die hem in 1998 een eredoctoraat verleende. Daarna studeerde hij compositie bij Arnold Whitall en Nicolas Maw. 
In de jaren 70 gaf hij les aan de Universiteit van Sussex, waar hij tevens een doctoraat verkreeg voor zijn studie over Gustav Mahler, een gevolg van zijn lange samenwerking met Deryck Cooke (completering van Symfonie nr. 10 (Mahler)). Gedurende deze periode werkte hij ook samen met Benjamin Britten en Imogen Holst in Aldeburgh.

## Functies
Matthews bekleedde of bekleedt functies binnen de Britse muziekwereld, onder meer:
- adviseur van de Aldeburgh Foundation van 1983 tot 1994, en contacten met het Aldeburgh Festival en de Britten-Pears School;
- medevoorzitter, met Oliver Knussen, van het Contemporary Composition and Performance Course;
- lid van Council of the Society for the Promotion of New Music gedurende 20 jaar;
- voorzitter van Performing Right Society van 1992 tot 1995;
- associate director van het London Symphony Orchestra van 1992 tot 1999;
- is/was Prince Consort Professor of Music bij het Royal College of Music;
- Governor of the Royal Northern College of Music;
- Distinguished Visiting Fellow in Composition, Manchester University;
- Associate composer bij The Hallé Orchestra;
- secretaris van de Holst Foundation;
- bewindvoerder van de Britten-Pears Foundation;
- voorzitter van Britten-Estate;
- oprichter en producer van het platenlabel NMC Recordings, een label ter promotie van Britse moderne klassieke muziek.

## Oeuvre (voor zover bekend)
- 1972: Ceres voor 9 uitvoerenden
- 1975: Sonate voor orkest 1
- 1975: Sonate voor orkest 4 (levert de Ian Whyte Award op)
- 1976: Vijf sonnetten To Orpheus (gebaseerd op gedichten van Rilke) voor tenor en harp
- 1976: Night Music
- 1977-1981: Sonate voor orkest 5 (Landscape)
- 1978: Rainbow studies (piano en 4 blazers)
- 1978: Shadows in the water voor tenor en piano
- 1979: Strijkkwartet 1
- 1980: Sonate voor orkest 2
- 1981: Hobokwartet nr. 1
- 1981-1988: The Great Journey
- 1982: Divertimento voor dubbel strijkkwartet
- 1984: Celloconcert 1; (in opdracht van BBC voor de Proms)
- 1984: Night’s Mask (sopraan en kamerorkest)
- 1984: Triptych
- 1985: Suns dance (voor London Sinfonietta; later omgedoopt tot ballet getiteld Pursuit)
- 1985: Three Enigmas
- 1982: Strijkkwartet nr. 2
- 1987: Two Part Inventions
- 1987: Sumer is icumen  in (6e deel)
- 1988: Fuga
- 1989: Cortège (première Bernard Haitink met Orchestra of the Royal Opera House)
- 1989: Quatrain (opdracht en première: Michael Tilson Thomas met London Symphony Orchestra) - ook in een versie voor harmonieorkest
- 1989: Strugnell’s Haiku
- 1989: Hobokwartet 2
- 1989: Vijf concertino's voor blaaskwintet
- 1991: Machines and dreams (opdracht LSO voor Childhood Festival; dirigent Mstislav Rostropovitch)
- 1992: Hidden Variables (gezamenlijke opdracht van LSO en New World Symphony Orchestra o.l.v. Michael Tilson Thomas; Amerikaanse première in Miami)
- 1992: Broken Symmetry (opgedragen aan BBC SO o.l.v. Oliver Knussen) (later het 3e deel van Renewal)
- 1992: Contraflow (opdracht London Sinfonietta voor Huddersfield Festival)
- 1993: Memorial
- 1993: Toccatta Meccanica voor harmonieorkest
- 1994: …through the glass (opdracht Birmingham Contemporary Music Group)
- 1994: Strijkkwartet 3
- 1996: Celloconcert 2 (uiteraard voor Rostropovitch)
- 1996: Renewal; een stuk voor koor en orkest in opdracht van de BBC voor het 50-jarige Radio 3; dit stuk wint de Royal Philharmonic Society Award
- 1999: Hidden Variables als balletmuziek, inclusief Unfolder Order
- 1999: Waltz (kamerorkest)
- 1999: March (kamerorkest)
- 2000: Pluto-The renewer (als aanvulling op The Planets van Gustav Holst
- 2000: To a poet a thousand years hence voor In years defaced, orkestratie lied van Gerald Finzi
- 2000: Two Tributes (London Sinfonietta)
- 2000: Aftertones (voor Huddersfield Choral Society)
- 2000: Continuum (voor BCMG o.l.v. Simon Rattle met sopraan Cynthia Clarey)
- 2001: Hoornconcert
- 2001: Fanfare voor opening BBC-proms
- 2001: Reflected Images (San Francisco Symphony Orchestra o.l.v. Michael Tilson Thomas)
- 2002: Flourish, with fireflies
- 2003: Vivo
- 2003: Drie preludes
- 2003: Bassoonoova
- 2004: Little berceuse voor klarinetkwintet
- 2004: A voice to walk
- 2004: In Memoriam Dennis Brain (bewerking van onvoltooid werk van Benjamin Britten)
- 2005: Berceuse for Dresden; voor cello en orkest
- 2005: Fanfare and flourish
- 2006: Luminoso
- 2006: Chaconne
- 2006: Postlude M. Croche voor orkest en een versie voor piano
- 2006: Turning Point (opdracht van het Concertgebouworkest)
- 2006: Scorrevole voor altviool en piano
- 2007: Preludes
- 2007: Delen voor een klarinetconcert
- 2007: Alphabicycle Order
- 2008: Out in the dark voor stem en piano
- 2009: Scherzetto voor kamerorkest
- 2009: Sensorium, ballet op delen van de door Matthews georkestreerde preludes van Claude Debussy
- 2009: Nicht zu schnell
- 2009: Vioolconcert
- ????: cantate Death of Antony
- ????: diverse pianomuziek, b.v. Rosamund’s March
- ????: Sonate voor orkest 3